# Голод (фільм, 1983)
«Голод» («The Hunger») — американський фільм-трилер 1983 року, знятий режисером Тоні Скотт, з Девідом Бові, Катрін Денев і Сьюзан Сарандон у головних ролях.

## Сюжет
Міріам Блейлок (Катрін Деньов) — прекрасна безсмертна жінка-вампір. Її коханий — талановитий віолончеліст Джон (Девід Бові), за якого Міріам вийшла заміж у XVIII столітті у Франції, і якого вона перетворила на вампіра, пообіцявши вічне життя і любов. Міріам і Джон харчуються кров'ю людей, яких вбивають спеціальними лезами. Таким чином вампіри підтримують своє життя і молодість. Тіла вбитих подружжя утилізує в печі підвалу свого таунхауса в Нью-Йорку, де вони живуть, а також викладають класичну музику своїй єдиній учениці, скрипальці на ім'я Еліс Кавендер (Бет Елерс).
Джон починає страждати від безсоння і швидко старіти. Всього за кілька днів молодий вампір перетворюється на старезного старого. Тепер він розуміє: Міріам знала, що це станеться, і її обіцянка вічного кохання була обманом. Вічне його життя, але не молодість. Джон шукає допомоги у геронтолога Сари Робертс (Сьюзан Сарандон). Її бойфренд Том (Кліфф Де Янг) спеціалізується на вивченні ефектів швидкого старіння у приматів, сподіваючись, що Сара відкриє спосіб зупинити старіння у людей. Сара не вірить Джону та ігнорує його прохання про допомогу. Коли вона розуміє, що він справді старіє на очах, ображений Джон уже не хоче приймати допомогу.
Повернувшись додому, Джон вбиває і випиває кров Еліс, яку Міріам, можливо, збиралася зробити своєю наступною коханою. Сильно постарілий Джон просить Міріам вбити його і звільнити від мук, але це прохання було відхилено. Після того як Джон падає в підвалі, Міріам відносить його на горище, повне трун, і поміщає його в одну з них. Вона звертається до мешканців інших трун із проханням бути добрими до Джона сьогодні. Усі колишні коханці Міріам приречені на вічне існування як безпорадні «живі мерці».
Міріам необхідно знайти нового партнера. Ним стає Сара, яка прийшла до неї в будинок у пошуках Джона. Жінки вступають у статевий контакт, під час якого Міріам перетворює Сару на вампіра без її відома. Вона обіцяє Сарі вічну молодість і любов.
Том приїжджає до Міріам, намагаючись знайти Сару. Сара в стані голоду вбиває Тома і випиває його кров. Міріам запевняє її, що та скоро забуде, ким вона була, і буде вічно належати Міріам. Під час поцілунку Сара ріже собі ножем горло, змушуючи Міріам випити її кров. Міріам просить Сару залишитися з нею, але Сара відмовляється. Міріам відносить Сару до трун, але там на неї чекають коханці, які вибралися з трун. У момент втечі, Міріам падає зі сходів і починає різко старіти. Приблизно в цей час її коханці розсипаються на порох.
Сара стоїть на балконі висотки і милується краєвидом. В її кімнаті двоє молодих людей, Лолія і Джон (останні з коханців Міріам). Чути голос замкненої в труні Міріам: «Сара! Сара!..».

## У ролях
- Девід Бові — Джон
- Катрін Денев — Міріем Блейлок
- Сьюзен Бертіш — Філліс
- Кліфф Де Янг — Том
- Руфус Коллінз — Чарлі
- Джеймс Обрі — Рон
- Сьюзан Сарандон — Доктор Сара Робертс
- Ден Гедая — Аллегресса
- Бет Елерс — Еліс Кавендер
- Шейн Риммер — роль другого плану
- Дуглас Ламберт — роль другого плану
- Бессі Лав — роль другого плану
- Джон Панков — роль другого плану
- Віллем Дефо — роль другого плану
- Софі Ворд — дівчина у лондонському будинку
- Філіп Сайєр — роль другого плану
- Ліз Гілболдт — роль другого плану
- Едвард Вайлі — роль другого плану
- Джордж Камільє — роль другого плану
- Гіларі Сікс — роль другого плану
- Майкл Гоу — роль другого плану
- Енн Мегнусон — роль другого плану
- Джон Стівен Гілл — роль другого плану
- Джейн Лівз — роль другого плану

## Знімальна група
- Режисер — Тоні Скотт
- Сценаристи — Джеймс Костіган, Айвен Девіс
- Оператор — Стівен Голдблатт
- Композитори — Мішель Рубіні, Кевін Гескінс
- Художники — Клінтон Кейверс, Мілена Канонеро, Браян Морріс
- Костюмер — Ів Сен-Лоран
- Продюсер — Річард Шеперд